# Nidularium rutilans
Nidularium rutilans là một loài thực vật có hoa trong họ Bromeliaceae. Loài này được E.Morren mô tả khoa học đầu tiên năm 1885.

## Hình ảnh

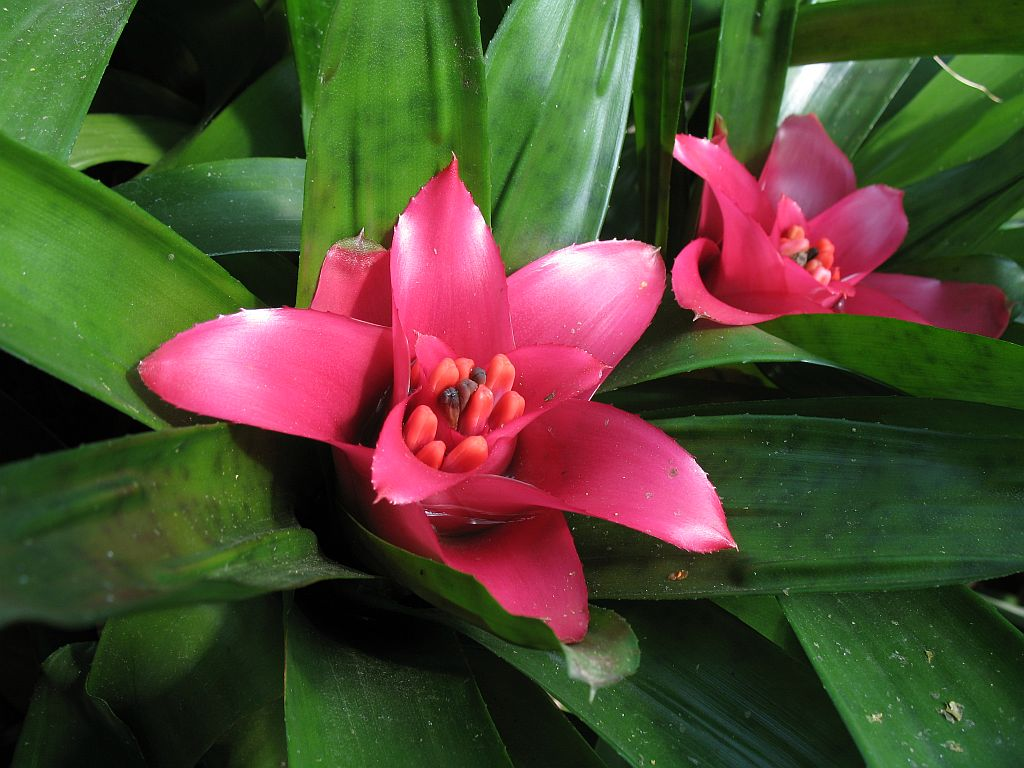
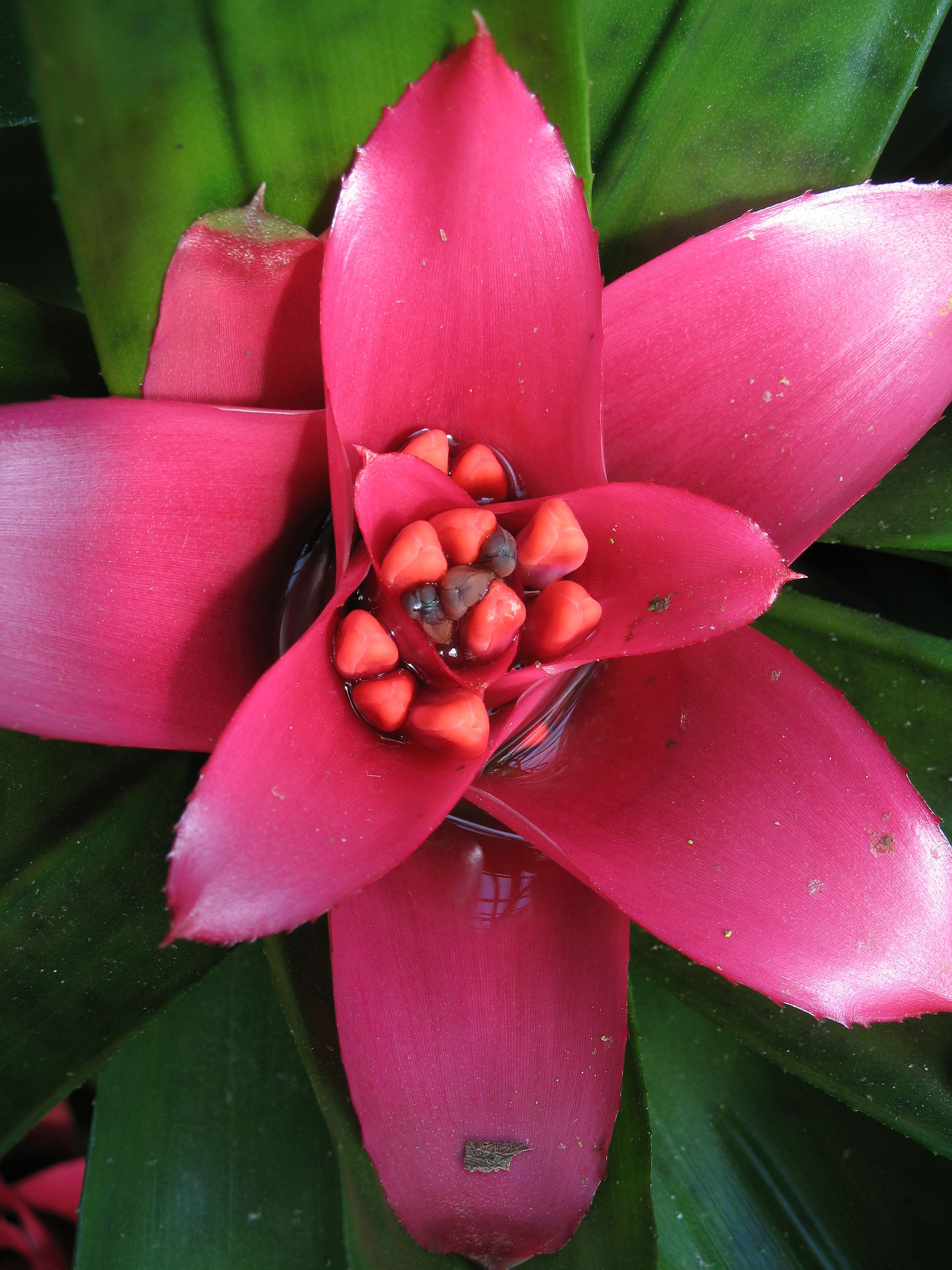